# Svobodni (Amur)
Svobodny (en ruso: Свобо́дный) es una localidad rusa de Amur localizada a 167 km de Blagovéshchensk en el margen derecho del río Zeya. Según el censo de 2010, su población era de 58.778.

## Historia

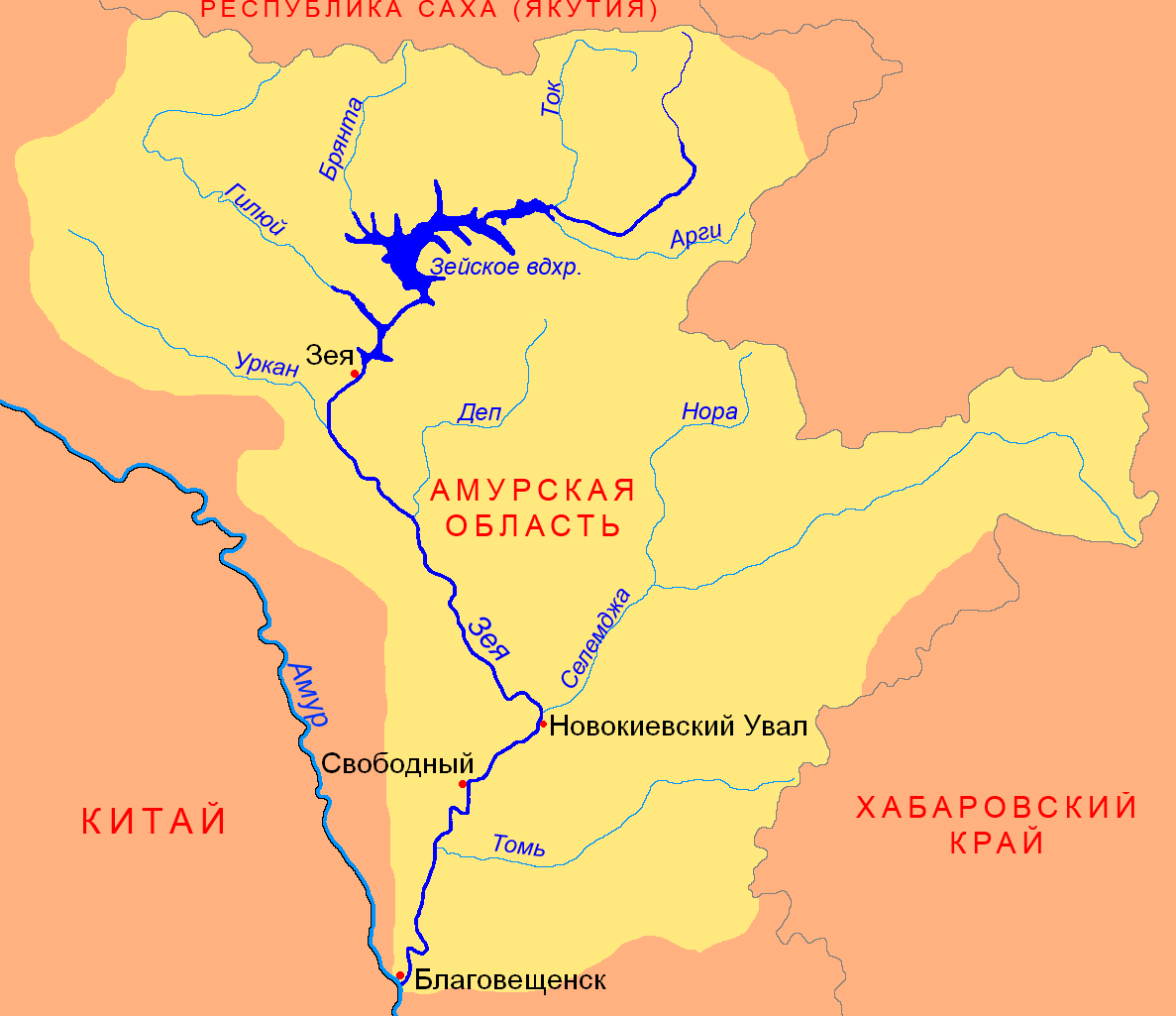
Mapa en ruso del río Zeya (Зея) en el que aparece en su curso bajo Svobodny (Свобо́дный)

La villa se fundó en 1912 al mismo tiempo que se construía la línea Baikal-Amur (BAM, ramal del Transiberiano) que conecta la Rusia Europea con el resto del país sin necesidad de cruzar la frontera con China. Su primer nombre fue Alekséievsk en homenaje al príncipe heredero Alekséi Nikoláyevich Románov, sin embargo, tras la caída del Imperio ruso en la Revolución de Febrero, la localidad fue renombrada a Svobodny, cuyo significado es "Libre".
Durante el régimen de Stalin, se construyó un campo de concentración del Gulag con el objetivo de deportar y someter a los prisioneros a trabajos forzados en la construcción de la línea del ferrocarril. Dicho campo fue uno de los más extensos con 190.300 convictos internos en octubre de 1935. El campo de trabajo, que recibía el apelativo de BAMLag por las siglas del servicio ferroviario, estuvo lleno de prisioneros políticos y religiosos.

## Demografía
| 1926   | 1939   | 1959   | 1962   | 1967   | 1970   |
| ------ | ------ | ------ | ------ | ------ | ------ |
| 10 000 | 44 000 | 56 300 | 58 000 | 62 000 | 62 900 |
| 1979   | 1986   | 1989   | 1992   | 2002   | 2008   |
| 74 500 | 78 000 | 80 000 | 81 300 | 63 889 | 60 034 |

## Economía
La ciudad dispone de varias industrias especializadas en maquinaria y ebanistería además de ser el centro administrativo de la minería de la región, entre las que se incluye la explotación de oro.

## Transporte
En cuanto a los medios de transporte, Svobodny dispone de servicio tanto férreo (con dos estaciones donde para el Transiberiano junto con un taller de reparaciones) como un puerto en el río.
La localidad también dispone de un aeropuerto cerca de la base aérea de Orlovka y otras bases más mantenidas por las Fuerzas Aéreas.

## Personas famosas
- Leonid Gaidái (1923–1993), director de cine, guionista y actor soviético.